# الانتخابات الرئاسية الألمانية الغربية 1949
تم انتخاب أول رئيس لجمهورية ألمانيا الاتحادية (رسميًا المؤتمر الفيدرالي الأول) في 12 سبتمبر 1949، بعد أول انتخابات للبوندستاغ في 14 أغسطس 1949 ومحادثات / مفاوضات الائتلاف بين حزب الاتحاد الديمقراطي المسيحي / الحزب الاشتراكي الديمقراطي، الحزب الديمقراطي الحر والحزب الألماني.
انتخب المؤتمر الفيدرالي (الذي يتألف من جميع أعضاء البرلمان الاتحادي وعدد متساو من المندوبين الذين اختارتهم الهيئات التشريعية للولاية) تيودور هويس زعيم الحزب الديمقراطي الحر، الذي رشحه حزب الاتحاد الديمقراطي المسيحي / الاتحاد الاجتماعي المسيحي وحزب الحزب الديمقراطي الحر بسبب اتفاق الائتلاف الحاكم.
بموجب القانون الأساسي لعام 1949، فقد مُنح الرئيس الاتحادي في المنصب الجديد صلاحيات أقل من المكتب السابق لرئيس الرايخ، بسبب التجارب السيئة في الماضي، وخاصة إساءة استخدام سلطات الطوارئ. لذلك تولى هويس منصبًا شرفيًا إلى حد كبير لكن شملت مهامه ترشيح المستشار الاتحادي الأول، كونراد أديناور. أدى الرئيس الاتحادي هيس اليمين الدستورية أمام البوندستاغ والبوندسرات في نفس يوم انتخابه، في 12 سبتمبر 1949.
| التصويت     | المرشح             | المصوتون | النسبة المئوية | الحوب                               | الحزب الداعم                                                      |
| ----------- | ------------------ | -------- | -------------- | ----------------------------------- | ----------------------------------------------------------------- |
| 1. تصويت    | تيودور هويس        | 377      | %46.9          | الحزب الديمقراطي الحر               | الحزب الديمقراطي الحر، الاتحاد الديمقراطي المسيحي، الحزب الألماني |
| 1. تصويت    | كورت شوماخر        | 311      | %38.7          | الحزب الديمقراطي الاجتماعي الألماني | الحزب الديمقراطي الاجتماعي الألماني                               |
| 1. تصويت    | رودلوف أميلونكسين  | 28       | %3.5           | حزب الوسط                           | حزب الوسط                                                         |
| 1. تصويت    | هانز شلانج شونينغن | 6        | %0.7           | الاتحاد الديمقراطي المسيحي          |                                                                   |
| 1. تصويت    | كارل أرنولد        | 1        | %0.1           | الاتحاد الديمقراطي المسيحي          |                                                                   |
| 1. تصويت    | جوزيف مولر         | 1        | %0.1           | الاتحاد الاجتماعي المسيحي           |                                                                   |
| 1. تصويت    | ألفرد لوريتز       | 1        | %0.1           | حزب اتحاد إعادة البناء الاقتصادي    |                                                                   |
| 1. تصويت    | امتناع             | 76       | %9.5           |                                     |                                                                   |
| 1. تصويت    | غير صالحة          | 2        | %0.2           |                                     |                                                                   |
| 2. الاقتراع | تيودور هويس        | 416      | %51.7          | الحزب الديمقراطي الحر               | الحزب الديمقراطي الحر، الاتحاد الديمقراطي المسيحي، الحزب الألماني |
| 2. الاقتراع | كورت شوماخر        | 312      | %38.8          | الحزب الديمقراطي الاجتماعي الألماني | الحزب الديمقراطي الاجتماعي الألماني                               |
| 2. الاقتراع | رودولف اميلونكسين  | 30       | %3.7           | حزب الوسط                           | حزب الوسط                                                         |
| 2. الاقتراع | هانز شلانج شونينغن | 2        | %0.2           | الاتحاد الديمقراطي المسيحي          |                                                                   |
| 2. الاقتراع | امتناع             | 37       | %4.6           |                                     |                                                                   |
| 2. الاقتراع | غير صالحة          | 3        | %0.4           |                                     |                                                                   |